# Piliocolobus pennantii
Piliocolobus pennantii (tidigare Procolobus pennantii) är en däggdjursart som först beskrevs av Waterhouse 1838.  Piliocolobus pennantii ingår i släktet röda guerezor och familjen markattartade apor. IUCN kategoriserar arten globalt som akut hotad. Det svenska trivialnamnet Pennants guereza förekommer för arten.
Inga underarter finns listade i Catalogue of Life. Wilson & Reeder (2005) skiljer mellan tre underarter.

## Utseende
Individerna når en kroppslängd (huvud och bål) av 53 till 63 cm och en svanslängd av 60 till 70 cm. Vikten varierar mellan 7 och 11 kg. Pälsfärgen på ryggen är allmänt mörkbrun till svartaktig och extremiteterna har en kastanjebrun färg. Framsidan är gråaktig. Det finns däremot en stor variation i färgsättningen mellan olika populationer.

## Utbredning och habitat
Denna primat förekommer i några från varandra avskilda områden i Afrika vid Guineabukten. Arten finns i Nigeria, Kongo-Brazzaville och på ön Bioko (Ekvatorialguinea). Habitatet utgörs av tropiska fuktiga skogar i låglandet och på låga bergstrakter.

## Ekologi
Individerna bildar flockar som på Bioko har cirka 30 medlemmar. Det förekommer oftast dubbelt så många honor i flocken som hanar. Dessutom finns ungkarlsflockar. Individerna är aktiva på dagen och de klättrar vanligen i växtligheten. Födan utgörs av blad, frukter, unga växtskott, svampar och naturgummi. Ibland äter de lera från termitstackar.
Hos parningsberedda honor är regionen kring deras könsorgan och anus tjockare. För övrigt antas att fortplantningssättet motsvarar andra röda guerezor.